# آرشام (پسر اردشیر دوم)
آرشام (انگلیسی: Arsames; ۱ ژانویهٔ ۰۴۰۰ – ۱ ژانویهٔ ۰۳۵۸) پسر شاهنشاهی هخامنشی، اردشیر دوم (شاهنشاه هخامنشی) بود.
در قرن چهارم پیش از میلاد یکی از بیش از صد پسر حلال‌زاده از هم‌بالینیهای اردشیر دوم، دهمین شاهنشاه هخامنشی بود.
اردشیر دوم یک پسر به نام اٌخٌوس (اردشیر سوم (شاهنشاه هخامنشی)) داشت که پس از دو برادر به نام‌های داریوش و آریاسپ متولد شده بود. پس از اینکه برادر بزرگ‌ترش داریوش به جرم خیانت اعدام شد، اردشیر سوم با موفقیت توطئه کرد تا برادر بعدی آریاسپ را به سمت خودکشی سوق دهد و به این ترتیب او در ردیف بعدی برای تاج و تخت قرار گرفت. با این حال، پدرش اردشیر به شدت از او متنفر بود، بنابراین از ولیعهدی او گذشت و آرشام را وارث خود کرد.
آرشام اندکی پس از آن توسط «آرسانس» (Arsanes)، پسر ساتراپ تیروز (که در ابتدا علیه بزرگ‌ترین پسر مشروع توطئه کرده بود و برادر بزرگتر آرشام به همین دلیل کشته شده بود) احتمالاً به دستور اردشیر سوم به قتل رسید، که پس از آن درست قبل از مرگ پدرش، اردشیر سوم به عنوان ولیعهد معرفی شد.